# Моя жахлива няня: Великий бум
«Моя жахлива няня 2» (англ. Nanny McPhee and the Big Bang, дослівно — «Няня Макфі і Великий вибух») — комедія за мотивами романів Крістіани Бренд. Сиквел фільму 2005 року «Моя жахлива няня». У головній ролі — Емма Томпсон.

## Сюжет
Матильда Макфі з'являється на порозі будинку Ізабель Грін, яка намагається керувати сімейною фермою, поки чоловік пішов на війну. Вона дізнається, що діти влаштували війну проти своїх двоюрідних брата і сестри, які недавно приїхали з Лондона. Няня Макфі використовуватиме все зі своєї жахливої магії (літаючий велосипед, оживаючу статую, слоненя і багато іншого), щоб дати забудькуватій дітворі п'ять нових уроків.

## В ролях

### Дорослі
- Емма Томпсон — няня Матільда Макфі
- Меггі Джилленгол — місіс Ізабель Грін (до шлюбу Керрінгтон)
- Ріс Іванс — Філ Грін
- Меггі Сміт — Агата Роуз Докерті (до шлюбу Браун)
- Рейф Файнз — лорд Грей
- Деніел Мейс — Бленкінсоп
- Шинед Меттьюс — міс Комір
- Кеті Бренд — міс Навиворіт
- Білл Бейлі — фермер Макріді
- Юен Мак-Грегор — містер Рорі Грін
- Сем Келлі — містер Елджернон Докерті
- Нонсо Анозі — сержант Ральф Джеффріс
- Ед Стоппард — лейтенант Еддіс

### Діти
- Оскар Стір — Вінсент Грін
- Ейса Баттерфілд — Норман Грін
- Ліл Вудс — Мегсі Грін
- Ерос Влахос — Сиріл Грей
- Розі Тейлор-Рітсон — Селія Грей